# Rue des Bogards

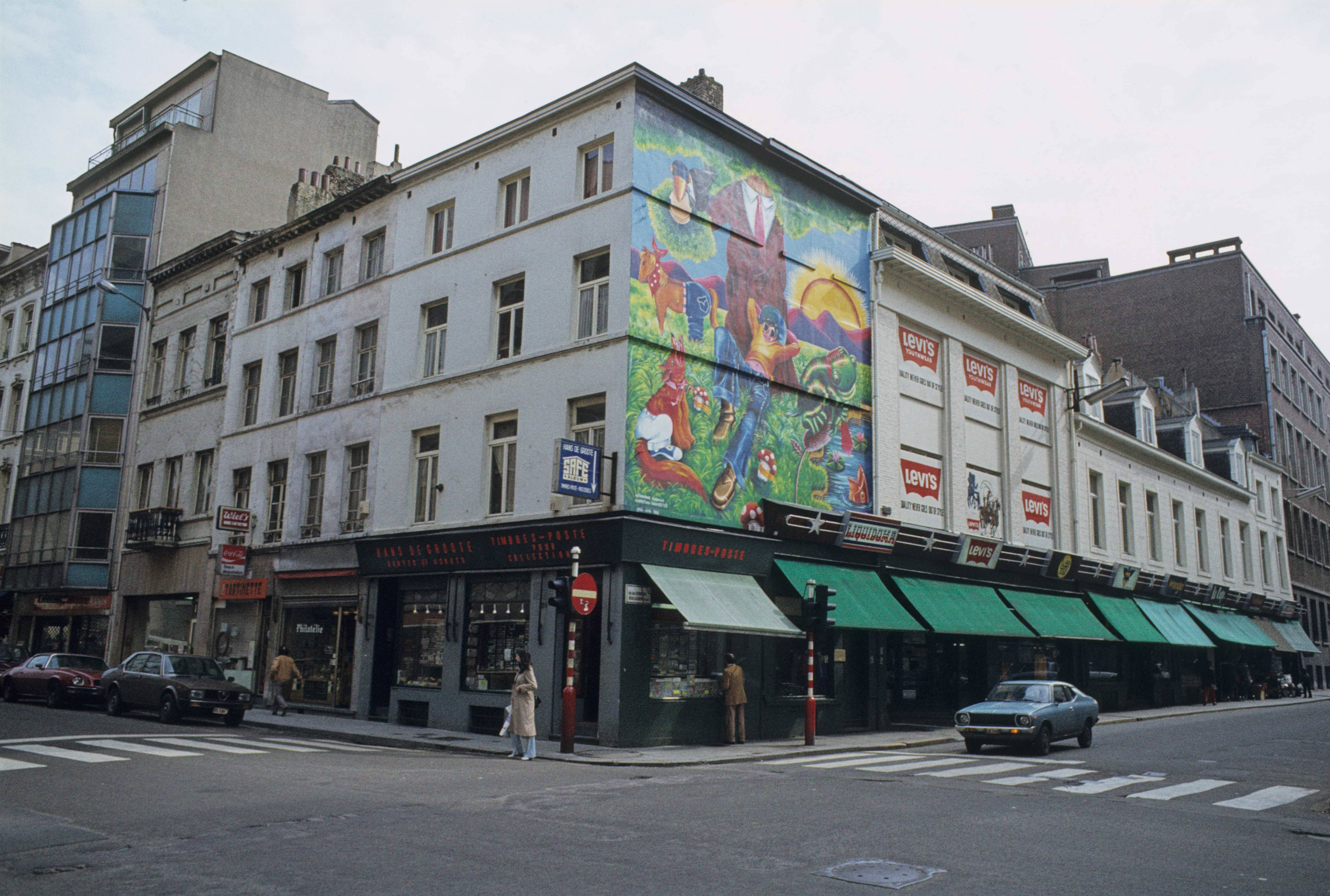
Le coin de la rue du Midi, à gauche, et de la rue des Bogards à Bruxelles.

La rue des Bogards (en néerlandais : Bogaardenstraat), appelée rue Jean-Jacques  Rousseau sous le régime français, est une voie de la ville de Bruxelles.
Longue de 200 mètres, elle va de la place Fontainas à l'angle des rues de l'Étuve et du Poinçon, où elle devient la rue des Alexiens.

## Histoire
Son nom rappelle l'existence au Moyen Âge d'une communauté de "bogards", pendant masculin des béguines, qui vivaient en exerçant le métier de tisserand, cette communauté adopta les règles du tiers-ordre de Saint-François et devint un couvent de Frères franciscains en 1359. Ce couvent, fermé en 1796, devint sous le régime français un "hospice des enfants de la patrie". Le conseil des hospices y avait ses bureaux.
À l'époque de la Réforme, les Calvinistes se réunirent en 1579 en la maison appelée "Schavershuyse", située en face de l'église des Bogards.
Le seul vestige restant de ce couvent est la chapelle construite en 1718, insérée dans les bâtiments de l'Académie royale des beaux-arts de Bruxelles.

## Situation administrative
Dans l'ancien régime, la ville de Bruxelles était divisée en 10 quartiers, comprenant chacun quatre sections (wijcken) parmi les 40 sections (Wijcken).
Chaque quartier avait un "capitaine de la garde bourgeoise" et chaque section un "centenier" (hondersteman - centurio).
La rue des Bogards, faisait partie du 3e quartier dit de la Place des Wallons ( Waalseplaats) et de la Onzième Section (Wijck 11), appelée "Gelaeskensborrewijk", et appartenait à la paroisse de la Chapelle.
Au XIXe siècle elle faisait partie de la Section 8.

## Domonymes
On remarquait vers 1767 les domonymes des maisons suivantes :
- 9, rue des Bogards, le "Cheval Marin".
- 17, maison le "Cordewagen".
- 29, maison "Horeken" au coin de l'impasse du Cornet.
- 30, maison "Posthoren", au coin du cul-de-sac du Chassis.